# Garry Flitcroft
Garry William Flitcroft (Bolton, 6 november 1972) is een Engels voormalig profvoetballer. Hij speelde als middenvelder voor Manchester City en Blackburn Rovers.
Flitcroft was aanvoerder van Blackburn Rovers en speelde 301 competitiewedstrijden in de Premier League. Hij was in 1993 jeugdinternational voor Engeland en scoorde drie keer uit tien interlands. Hij werd evenwel nooit geselecteerd voor de nationale A-ploeg. Na zijn actieve loopbaan werd hij trainer van amateurclubs Leigh Genesis en Chorley.

## Clubcarrière

### Manchester City
Flitcroft, geboren in de stad Bolton, Greater Manchester, begon zijn professionele loopbaan in 1991 bij Manchester City. Hij groeide er op termijn uit tot een belangrijke speler van het eerste elftal. In het seizoen 1991/1992 werd hij door Manchester City een half seizoen op uitleenbasis bij Bury gestald. Hij was met Manchester City co-oprichter van de Premier League in het seizoen 1992/1993. Flitcroft werd door de fans van Manchester City verkozen tot speler van het jaar na afloop van het seizoen 1992/1993.

### Blackburn Rovers
In maart 1996 verkaste Flitcroft naar Blackburn Rovers, dat £ 3.500.000 voor hem betaalde aan Manchester City. Blackburn was dat seizoen de regerende kampioen. Hij zou de komende tien jaar op Ewood Park spelen. Bij de start van het seizoen 2000/2001 duidde manager Graeme Souness hem aan als aanvoerder. Hij was eerder al eens aanvoerder na het vertrek van Tim Sherwood (in de winter van 1999 naar Tottenham Hotspur) en omdat Jason Wilcox minder aan spelen toekwam. Het aanvoerderschap was een rol die Flitcroft de komende drie seizoenen op zich nam.
Flitcroft degradeerde met Blackburn in 1999 naar het Championship, maar promoveerde twee seizoenen later weer naar de Premier League. Flitcroft en zijn ploeg mochten als tweede in de eindklassering terugkeren. Hij was geschorst voor de finale van de League Cup op 24 februari 2002. Blackburn Rovers versloeg Tottenham Hotspur met 2-1. Na de finale staken Flitcroft én vice-aanvoerder Henning Berg de beker in de lucht.

### Sheffield United
Na het seizoen 2005/2006 verruilde hij Blackburn Rovers voor Sheffield United. Flitcroft beëindigde er zijn loopbaan in mei 2006.

## Erelijst
| Competitie       |                  |                  |
| Competitie       | Aantal           | Jaren            |
| Blackburn Rovers | Blackburn Rovers | Blackburn Rovers |
| ---------------- | ---------------- | ---------------- |
| League Cup       | 1×               | 2001/02          |